# Al Raya (yacht)
Pour les articles homonymes, voir Raya (homonymie).
Ne pas confondre avec le Dilbar, yacht de 156 m construit en 2016 par l'entreprise Lürssen.
Al Raya (anciennement connu sous le nom de Dilbar puis d'Ona), est un yacht construit en 2008 par le chantier Lürssen. Propriété de l'oligarque russe Alicher Ousmanov, il portait à l'origine le nom de sa mère. Il le revend à la famille royale du Bahrein qui le rebaptise Al Raya.
Avec une longueur totale de 110 m et une largeur de 16 m, il fait partie, lors de sa livraison en 2008, des 20 plus grands yachts privés du monde. L'architecte du Dilbar se nomme Tim Heywood et la décoration intérieure a été réalisée par Alberto Pinto.

## Caractéristiques
- Longueur : 110 m[2]
- Largeur : 16 m
- Année de construction : 2008
- Constructeur : Lürssen
- Vitesse maximale : 21 nœuds
- Membres d'équipage : 47
- Invités : 20